# Синдром основателя

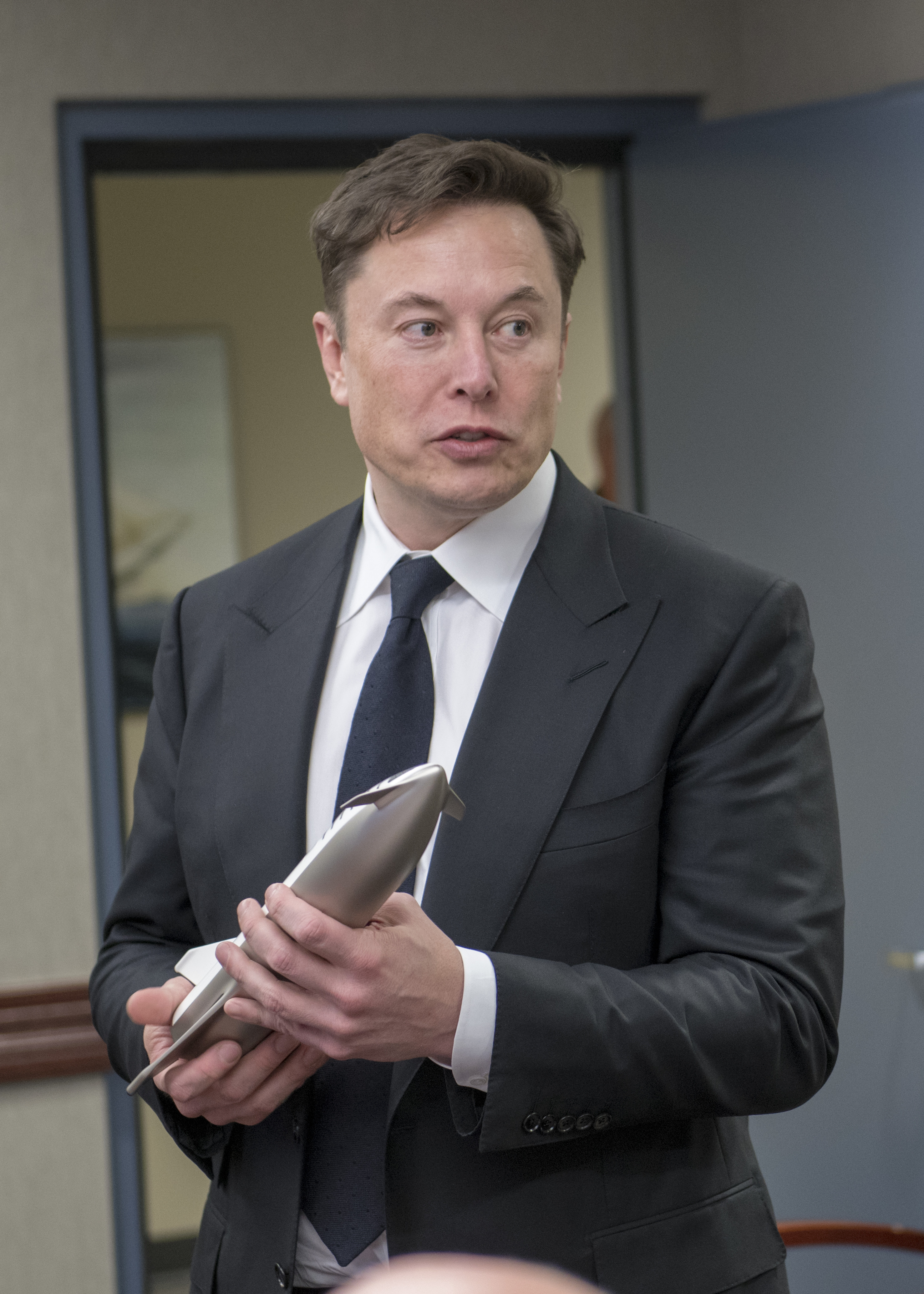
Илон Маск, со-основатель и CEO компании Tesla, в которой часто находят признаки синдрома основателя

Синдром основателя (англ. founder's syndrome или  англ. founderitis) — проблема, с которой сталкиваются различные организации, и в частности молодые организации типа стартапов, когда один или несколько основателей возлагают на себя непропорционально большое количество власти после успешной начальной стадии развития компании. Это приводит к большому количеству проблем. Синдром основателя может возникнуть как в коммерческих, так и некоммерческих организациях.

## Проблема
Энергичность и харизма основателя, которые являются хорошим подспорьем на начальной стадии развития организации, впоследствии могут стать фактором, ограничивающим развитие или даже способным разрушить организацию. Основатель может как снизить эффективность компании, так и стать причиной внутригруппового конфликта или раскола, если его требования к группе или организации становятся достаточно жесткими.

## Симптомы
Организация, страдающая от синдрома основателя, обычно имеет несколько из нижеперечисленных симптомов:
- Организация строго ассоциирована с именем основателя.[8] Считается, что это связано с потребностью основателя в признании.[9][10][11]
- Более навязчивый стиль руководства по сравнению с другими компаниями.[12][13][14]
- Авторитарный (автократический) стиль принятия решений. В начинающих компаниях основатели, как правило, принимают все решения без формальностей и обратной связи от других. Все решения принимаются в кризисном режиме, без долгосрочного планирования. Собрания обычно проводятся для сплочения команды, заслушивания докладов и распределения текущих задач. В таких условиях не придается значения  стратегическому развитию или достижению консенсуса по целям компании, профессиональное развитие ограничено или отсутствует. Как правило, организационной инфраструктуры мало, а та, что есть, используется неправильно.[11] Кроме того, учредителю трудно принимать решения, которые приносят пользу организации, из-за его положения.[10]
- Более высокий уровень микроменеджмента: организаторы больше заняты проверкой мелких задач сотрудников, а не стратегией развития компании.[15]
- Предприниматели демонстрируют более высокий уровень предвзятости (самоуверенность), чем управляющий персонал в обычных организациях.[16][17]
- У компании отсутствует план преемственности и наследования.[11]
- Неудачный процесс так называемой трансформации руководства[18], который должен произойти в первую пару лет существования компании. Это приводит к снижению доверия в компании, падению морального духа сотрудников и неопределенности.[19][20]
- У основателя есть проблемы с адаптацией к изменениям, связанным с развитием компании.[10]
- Культура руководящей команды и компании в целом играет важную роль в том, достигнет организация успеха или нет.[21][22]
- Часто идея основателя является основополагающей для компании и ее клиентов на начальной стадии. Если ситуация на рынке изменится, потребность в первоначальной идее может исчезнуть.[23]
- Ключевые сотрудники и члены совета директоров обычно выбираются основателем и часто являются его друзьями. Их роль — поддерживать лично основателя, а не действовать во благо организации. Также персонал может быть выбран по признаку личной лояльности к основателю, а не соответственно навыкам или опыту. Таким образом, члены совета директоров могут быть недостаточно квалифицированы, недостаточно информированы или запуганы. Как правило, они не смогут ответить без подготовки на основные вопросы, касающиеся компании.[24]
- Профессионально подготовленные и талантливые молодые сотрудники, которых часто нанимают для решения проблем в организации, обнаруживают, что их способность внести свой вклад ограничена. Это снижает их мотивацию.[24]
- Основатель оторван от реальности: он верит заявлениям собственного отдела маркетинга, игнорируя сообщения о реальном положении дел.[25]
- Основатель, который обычно является генеральным директором или управляющим директором, становится жертвой убеждения, что заработок человека коррелирует с его способностями, навыками и знаниями. Из-за этого его идеи побеждают лучшие идеи, исходящие от низших по рангу сотрудников.[26][27]
- Основатель впадает в паранойю: он отказывается делегировать обязанности и с недоверием относится к людям, чьи способности в управлении бизнесом превышают его собственные.
- Компания попадает в ловушки: "действия без цели" и "неверные действия с правильной целью".[28]

Как правило, основатель реагирует на возникающие проблемы усилением воздействия, а не сменой стратегии, что приводит лишь к усугублению этих проблем. К любому, кто пытается разорвать этот порочный круг, будут относиться как к врагу: его будут игнорировать, высмеивать или увольнять. Рабочая атмосфера будет становиться все более тяжёлой по мере снижения доверия к руководству организации. Организация становится все более консервативной и неспособной к изменениям. В редких случаях основатель или совет директоров могут признать проблему и принять эффективные меры по улучшению ситуации.

## Способы решения
Чтобы справиться с синдромом основателя, требуется глубокое обсуждение проблемы, чёткий план действий и вовлечение как основателя, так и совета директоров, и рядовых сотрудников. Цель плана должна заключаться в том, чтобы позволить организации осуществить успешный переход к зрелой организационной модели, без ущерба для самой организации и заинтересованных лиц.

## Критика
- Согласно исследованию, посвященному наукоемким технологическим компаниям, основатели с так называемым "практическим" стилем управления, который можно интерпретировать как микроменеджмент, с большей вероятностью удержат своих сотрудников и приведут свою компанию к процветанию.[32]